# Blechnum raiateense
Blechnum raiateense är en kambräkenväxtart som beskrevs av John William Moore. Blechnum raiateense ingår i släktet Blechnum och familjen Blechnaceae. Inga underarter finns listade.